# George (rzeka)
George (fr. Rivière George) – rzeka we wschodniej Kanadzie, na północy prowincji Quebec. Nazwa została nadana na cześć króla brytyjskiego, Jerzego III Hanowerskiego (fr. George III du Royaume-Uni). W języku inuktitut rzeka nazywa się Kangirsualujjuap Kuunga („rzeka wielkiej zatoki”), w naskapi Mushuau Shipu („rzeka bez drzew”), a w montagnais Metsheshu Shipu („rzeka orła”).
George wypływa z niewielkiego jeziora Lac Jannière na północy Quebecu, niedaleko granicy z Labradorem. Jest duża i szeroka, dlatego jest popularna jako droga umożliwiająca dopłynięcie do zatoki Ungava, w której kończy swój bieg.